# Curt Gowdy State Park
Der Curt Gowdy State Park ist ein State Park in den Ausläufern der Laramie Mountains zwischen den Ortschaften Cheyenne und Laramie im Laramie County im US-Bundesstaat Wyoming. Teil des Parkes sind die drei Stauseen Granite Springs Reservoir, Crystal Reservoir und Upper North Crow Reservoir, die durch die Aufstauung von North Fork Crow Creek und Middle Crow Creek entstanden sind. Benannt ist er nach dem Sportreporter Curt Gowdy.

## Geschichte
In der Region des Curt Gowdy State Parks hielten sich im 19. Jahrhundert verschiedene Indianerstämme wie die Kiowa, Cheyenne, Arapaho und Lakota auf. Für die Bisonjagd reisten auch die Comanche, Pawnee, Absarokee und Shoshone in diese Gegend. Nachdem die Union Pacific Railroad in den 1860er Jahren in das heutige Wyoming vorgestoßen war, gerieten die Indianerstämme immer mehr unter Druck und mussten sich aus der Gegend des State Parks zurückziehen.
Der State Park wurde 1971 gegründet, ermöglicht durch eine Verpachtung des Landes durch die Stadt Cheyenne und die Boy Scouts of America.

## Touristische Nutzung
Die abwechslungsreiche Vegetation kann besonders zur Erholung am und im Wasser, zum Wandern und zur Vogelbeobachtung genutzt werden. Es stehen verschiedene Übernachtungsmöglichkeiten auf Campingplätzen und in einem Gasthaus zur Verfügung. Außerhalb der Hauptreisezeiten von Mai bis September ist die Infrastruktur nur eingeschränkt verfügbar.